# Céténimine
Une céténimine est un composé organique contenant le groupe fonctionnel >C=C=N–. Les céténimines sont donc distinctes des cétimines, qui sont caractérisées par le groupe fonctionnel >C=N–, et combinent en quelque sorte les caractéristiques structurelles des cétènes >C=C=O et des imines >C=N–.

Structure générique d'une céténimine.

Le composé parent est la céténimine ou éthénimine, de formule chimique H2C=C=NH, détectée dans milieu interstellaire, notamment au sein de Sagittarius B2.
Les travaux les plus récents de Bane et al. ont étudié la structure rovibrationnelle des bandes ν8 et ν12 obtenues par spectroscopie infrarouge à transformée de Fourier (FTIR), complétant l'analyse antérieure du seul spectre rotationnel.